# Castellane
Castellane település Franciaországban, Alpes-de-Haute-Provence megyében. Lakosainak száma 1454 fő (2022. január 1.). Castellane Blieux, Demandolx, La Garde, Rougon, Saint-André-les-Alpes, Saint-Julien-du-Verdon, Senez, Le Bourguet, Brenon, Châteauvieux és Trigance községekkel határos.

## Népesség
A település népességének változása:
| Lakosok száma | 1114 | 1383 | 1349 | 1630 | 1549 | 1543 | 1524 | 1470 | 1462 | 1454 |
|               | 1968 | 1982 | 1990 | 2006 | 2013 | 2015 | 2017 | 2019 | 2020 | 2022 |